# Čuang Jung
Čuang Jung (čínsky pchin-jinem Zhuāng Yǒng, znaky 庄泳; * 10. srpna 1972, Šanghaj) je bývalá čínská plavkyně. Na olympijských hrách 1992 v Barceloně získala zlatou medaili v závodě na 100 metrů volným způsobem. Je též držitelka tří stříbrných olympijských medailí. V roce 1991 se stala mistryní světa na 50 metrů volným způsobem.